# ناوچه کلاس سن
ناوچه کلاس سن (به انگلیسی: Seine-class frigate) یک کلاس از کشتی است که طول آن 146 ft 4 in می‌باشد.